# NLRC4
NLRC4 (англ. NLR family, CARD domain containing 4) — цитозольный белок, Nod-подобный рецептор из подсемейства NOD, продукт гена NLRC4. Ген клонирован в 2001 году. Играет роль в активации апоптоза.

## Функции
Играет роль в активации каспазы-1 в ответ на бактериальные патогены (липополисахарид, флагеллин, PrgJ).

## Структура
Зрелый белок состоит из 1024 аминокислот, молекулярная масса — 116,2 кДа. Молекула включает CARD-домен, NACHT-домен с участком связывания АТФ и 14 LRR (лейцин-обогащённых)-повторов.
В результате альтернативного сплайсинга образуются 4 изоформы.
Взаимодействует через CARD-домены с ASC, NOD2, BCL10, NALP1, каспазой-1 и CARD15. 